# Stammenderveld

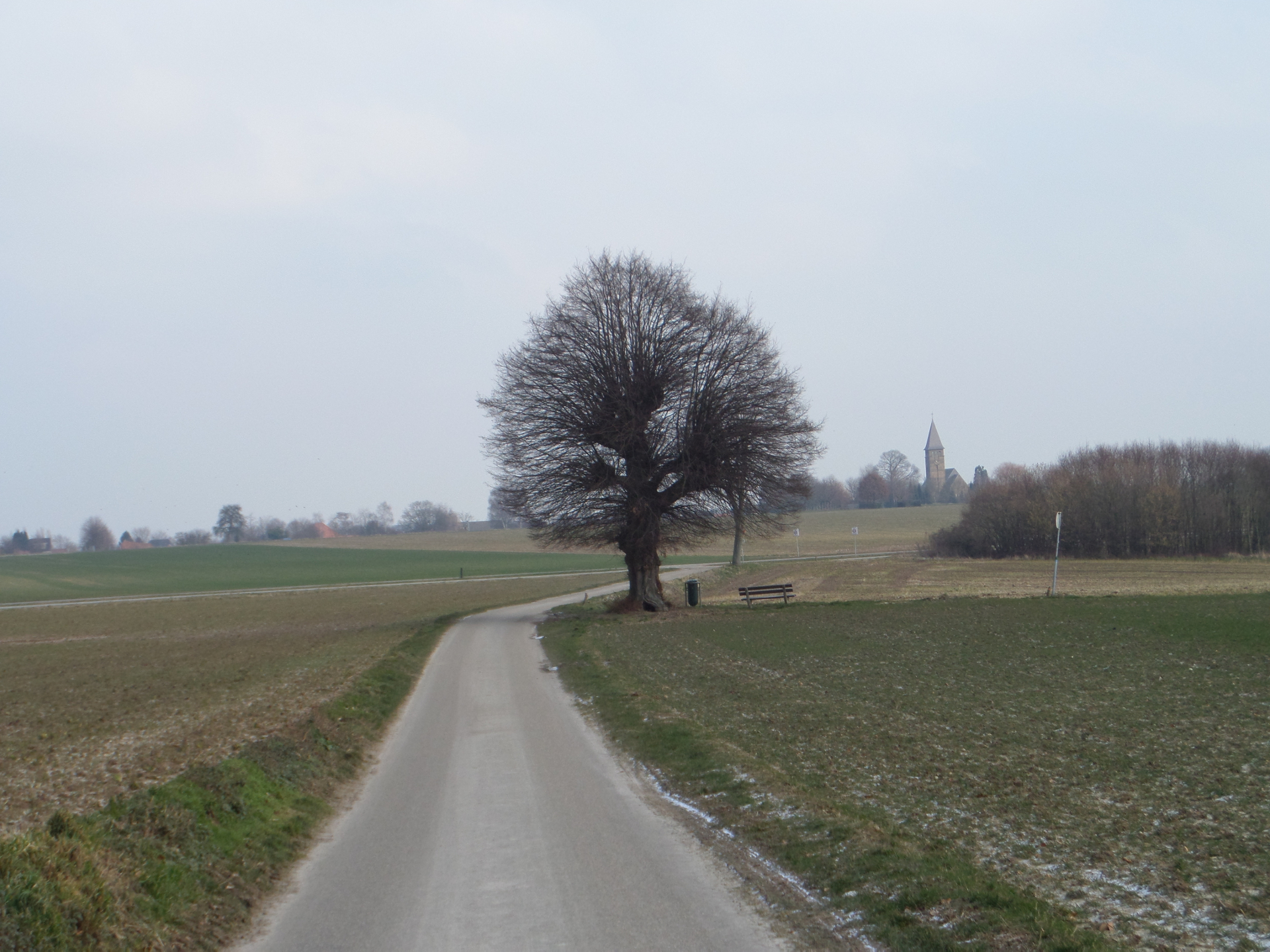
Het Stammenderveld bij Puth

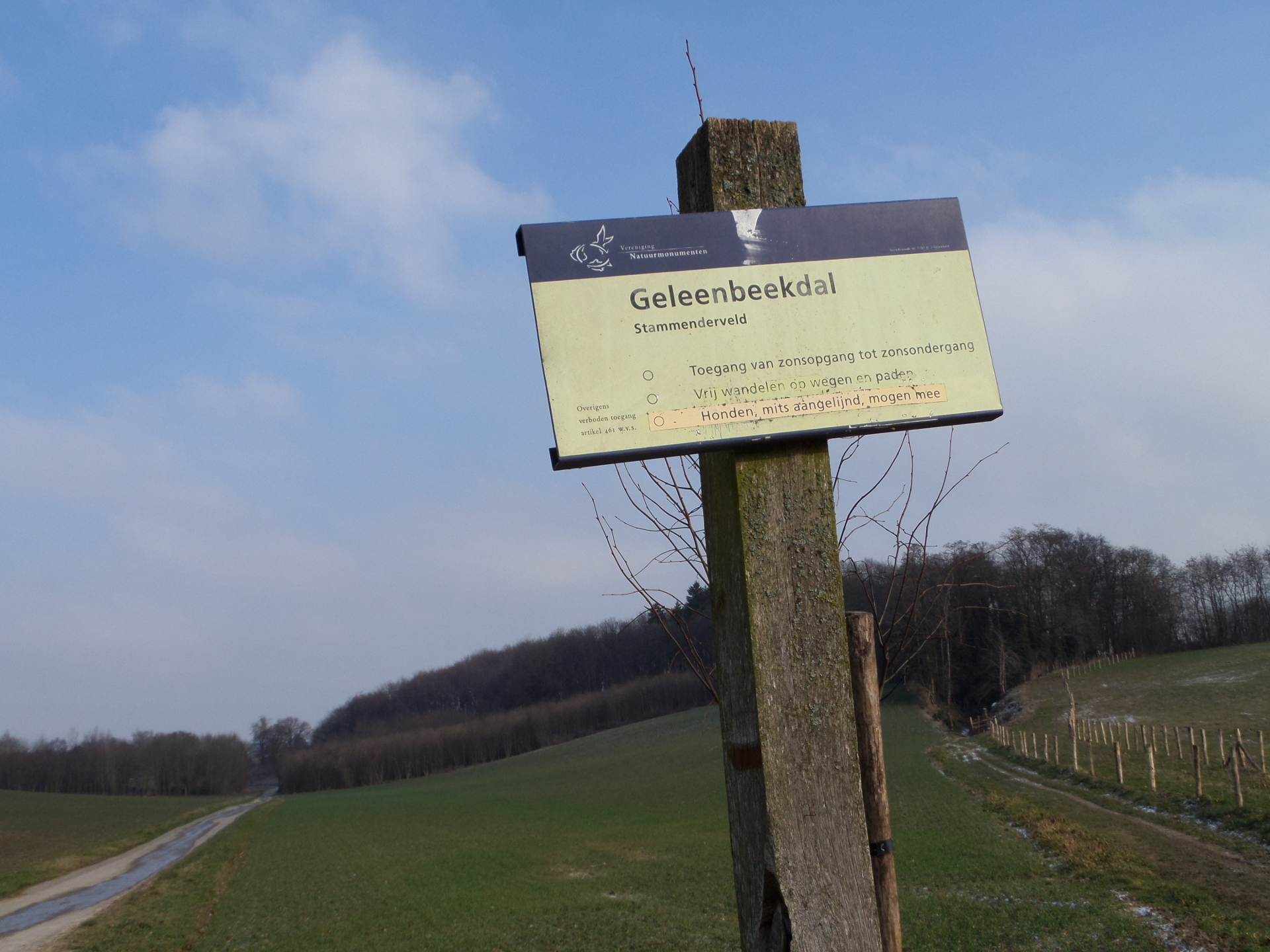
Het Stammenderveld bij Kasteel Terborgh

Het Stammenderveld is een plateauterras van het Plateau van Doenrade gelegen tussen de plaatsen Puth, Schinnen, Spaubeek en Sweikhuizen in het noordelijk deel van het Heuvelland in de Nederlandse provincie Limburg. Het hoogste punt ligt op 109,3 meter boven NAP. Het gebied is genoemd naar de hoeve Stammenhof en is onderdeel van Landschapspark De Graven. Een deel van het gebied behoort tot het natuurgebied het Geleenbeekdal dat in eigendom is van Vereniging Natuurmonumenten.

## Geologie
Het Stammenderveld is eigenlijk een oud rivierterras van de Westmaas, dat ontstaan is doordat deze rivier haar stroom hier gedurende de geschiedenis langzaam naar het westen verplaatste. Naarmate deze rivier zich verder naar het westen verplaatste sleet deze zich dieper uit door het landschap en vormde hierbij telkens een nieuw, lager terras. Aan de randen van het plateau daalt het landschap via lagere terrassen naar het dal. De Danikerberg met 97 meter hoogte is een lager plateauterras dat westelijk aan het Stammenderveld grenst.
Door het ontstaan van droge dalen door erosie is het Plateau van Doenrade versnipperd geraakt en is het feitelijk verdeeld in een aantal afzonderlijke vlakten, waarvan het Stammenderveld er een is. Het wordt gescheiden van de rest van het plateau door de Steengrub, een droogdal of grub die ten noorden van het gebied is ontstaan en het plateau nu bijna volledig doorsnijdt. Aan de overzijde van deze grub ligt het Hoog Roth, een plateauterras met een ongeveer gelijke hoogte.

## Topografie
Ten zuiden van het Stammenderveld stroomt de Geleenbeek, die hier een beekdal heeft gevormd. De Geleenbeek ligt hier op ongeveer 60 à 70 meter boven NAP en daarmee bedraagt de topografische prominentie maximaal 50 meter. De overgang naar het beekdal wordt gevormd door steile hellingen waarop hellingbossen zijn gelegen. Het voornaamste hellingbos is het Stammenderbos. Ook zijn er holle wegen en graften aanwezig op de hellingen.
Het landschap van het Stammenderveld bestaat voornamelijk uit landbouwgronden afgewisseld met natuur. Er zijn lichte glooiingen in het landschap aanwezig, die eigenlijk ook zijn opgebouwd uit terrassen die in de ijstijden door lössafzettingen (Laagpakket van Schimmert) bedekt zijn geraakt.

## Recreatie
De gemeente Schinnen heeft op en rond het Stammenderveld verschillende gemarkeerde wandelroutes uitgezet. Ook is het gebied in trek bij fietsers en wielrenners vanwege de vele beklimmingen en afdalingen. In het verleden had de ANWB een bewegwijzerde fietsroute uitgezet door het gebied genaamd de Stammenderveldroute, die een aantal jaren na de introductie van het fietsroutenetwerk is opgeheven. Populaire beklimmingen in de wielersport zijn de Keldenaar, de Sweikhuizerberg, de Weg langs Stammen, de Slakweg, de Zandberg en de Putherberg.